# Редуть (Звериноголовский район)
Редуть — деревня в Звериноголовском районе Курганской области. Входит в состав Бугровского сельсовета.

## История
До 1917 года входила в состав Каминской волости Челябинского уезда Оренбургской губернии. По данным на 1926 год состояла из 325 хозяйств. В административном отношении являлась центром Редутского сельсовета Звериноголовского района Курганского округа Уральской области.

## Население
| 2002 | 2010 |
| ---- | ---- |
| 132  | ↘61  |

По данным переписи 1926 года в деревне проживало 1265 человек (565 мужчин и 700 женщин), в том числе: русские составляли 99 % населения.